# Incognito (formație românească)
Incognito a fost o formație românească de muzică rock, înființată în anul 1983 la București de chitaristul și compozitorul Adrian Ilie.

## Istoria formației

### Perioada 1983–1984
Grupul Incognito este înființat de Adrian George Ilie în anul 1983, care la acea vreme, plecase din Iris, împreună cu basistul Anton Hașiaș. La început, cu o formulă creată din doar doi membrii plus o mașină de ritm (drum machine), Incognito apare în concerte prin licee și la festivaluri. Este înregistrată prima piesă a formației, trasă la Radio România și intitulată „Lumini și umbre”. După scurta perioadă în formula cu Adi Ilie și Anton Hașiaș, urmează perioada de glorie pentru Incognito, care începe în momentul în care Ilie îi cooptează pe Dan Bittman (ex-Blitz, ex-Domino) la voce și pe Liviu Pop la tobe.
Următoarele înregistrări realizate sunt „Vine din inima mea”, „Ochi de cer”, „O viață de om”, plus alte câteva compoziții, reluate din repertoriile trupelor Iris și Voltaj. Toate compozițiile aparțin lui Adrian Ilie. Au loc concerte, participări la festivaluri și difuzări radiofonice.

### Perioada 1985
În 1984 Incognito se destramă, iar Adrian Ilie revine la Iris, luându-l cu el și pe Dan Bittman. Însă în scurt timp cei doi părăsesc Iris-ul, iar Adrian Ilie reformează în primăvara lui 1985 Incognito, alături de Bittman. De data aceasta postul de baterist este ocupat de Nicky Dinescu, care îl înlocuiește astfel pe Liviu Pop. Sunt produse câteva compoziții noi, unele dintre ele înregistrate și difuzate la Radio, cu textele scrise de Dan Bittman, precum „Zorile”, „De vei veni”, „Albina”, cea din urmă fiind inițial compusă în Iris, însă înregistrată cu alte versuri și difuzată sub numele „Daruri omului bun”. Alte melodii compuse, care însă nu au fost înregistrate cu Incognito sunt „Lumina” și „Mimi (parodie în Re major)” (înregistrate ulterior cu Voltaj, înainte ca trupa să se reformeze). De asemenea a fost reluată „Lumini și umbre”. Este realizată unica filmare cu Incognito, difuzată la Televiziunea Română de câteva ori, în perioada martie-iunie 1985 (în același timp cu filmările cu Iris, avându-i ca membri pe Bittman și Ilie) a melodiei „Albina”. În cadrul emisiunii Remix, realizată de Doru Ionescu pentru TVR, a fost difuzată o filmare cu Incognito a piesei „Albina”, dar cu altă „coloană sonoră”, fiind adăugată „Vine din inima mea”. Trupa s-a destrămat din nou în vara lui 1985. Dan Bittman se alătură grupului Holograf, iar Adrian Ilie cântă cu Compania de Sunet a lui Valeriu Sterian.

### Perioada 1987–1988
În anul 1986, Adrian Ilie reînființează Voltaj-ul împreună cu bateristul Doru Istudor. Însă la scurt timp se retrage din Voltaj și începe să înregistreze melodii folosind titulatura Incognito, de data aceasta mai mult ca pseudonim decât ca nume de formație, deoarece el era singurul membru. Melodiile sunt înregistrate în 1987 și au parte de puține difuzări, iar filmări nu au existat. Toate noile piese sunt compozițiile lui: „Te regăsesc, copilărie”, „De ce nu-mi vii” (pe versurile lui Mihai Eminescu), „Timpul sunt eu” și probabil altele, ultimele două menționate figurând de câteva ori în topuri. Ulterior sunt interpretate și în concerte, însă împreună cu Voltaj, inclusiv în concertul de bun-rămas al lui Ilie, din 1988. Chitaristul emigrează în Statele Unite ale Americii la data de 28 martie 1988.

### Perioada 1989–1993
Ultima perioadă Incognito este cea mai lungă, dar și cea mai întortocheată, avându-i ca membri pe Amedeo Bolohoi, Nicky Dinescu, și alții, necunoscuți. Formația are pseudonimul „trupa celor dați afară”. Pe lângă piesele reluate din perioadele anterioare, au existat câteva compoziții noi, însă acestea nu au fost înregistrate. Trupa activează până în anul 1993, când Amedeo Bolohoi decide să reformeze Quartz.

## Membrii formației
- Adrian Ilie – chitară, solist vocal, chitară bas, programare ritm, compozitor, textier (1983–1984, 1985, 1987–1988)
- Anton Hașiaș – chitară bas (1983–1984, 1985)
- Dan Bittman – solist vocal, textier (1983–1984, 1985)
- Liviu Pop – baterie (1983–1984)
- Nicky Dinescu – baterie (1985, 1989–1993)
- Bogdan Cristea – solist vocal (1988–1990)
- Mircea Preda „Burete” – chitară bas (1988–1990)
- Amedeo Bolohoi – chitară (1989–1993)

## Discografie
- „Lumini și umbre” – piesă înregistrată în vara lui 1983
- „Vine din inima mea”, „Ochi de cer”, „O viață de om” – piese înregistrate pe bandă de magnetofon, noiembrie 1983
- „Zorile”, „Pacea florilor”, „Albina” – piese înregistrate pe bandă de magnetofon, septembrie 1985
- „Te regăsesc, copilărie”, „De ce nu-mi vii”, „Timpul sunt eu” – piese înregistrate pe bandă de magnetofon, 1987

## Vezi și
- Adrian George Ilie (chitarist)